# Henry Abyngdon
Henry Abyngdon, mit Familiennamen auch Abyngton, Abington oder  Abingdon, (* um 1418; † 1. September 1497) war ein englischer Geistlicher und Musiker.
Abyngdon war von 1447 bis 1497 Succentor an der Kathedrale von Wells. Im Jahr 1463 wurde er Baccalaureus der Musik in Cambridge. Von 29. September 1455 bis 29. September 1478 war er der erste Master of the Children (Choristers) der Chapel Royal  [Königlichen Kapelle]. Er führt die Qualität des Chores auf ein von seinen Zeitgenossen hoch eingeschätztes Niveau. Sein Nachfolger war Gilbert Banister. Abyngdon gilt als einer der ersten Musiker in England, der einen akademischen Abschluss erworben hat. Kompositionen sind von Abyngdon nicht erhalten.